# Cuisseau
Ne doit pas être confondu avec cuissot.
Le cuisseau est un morceau de veau,.

## La pièce de veau
Le cuisseau est la partie du veau qui comprend la cuisse et la région du bassin. On y découpe le quasi, le jarret, la culotte et la noix pâtissière.

## Homonyme
Il ne faut pas le confondre avec le cuissot qui ne comprend que la cuisse de gros gibier.
Toutefois, depuis les réformes orthographiques de 1990, la même orthographe « cuisseau » peut être utilisée dans ce cas, lesdites réformes mettant à mal la fameuse dictée de Mérimée, laquelle distingue soigneusement les deux orthographes[réf. nécessaire].